# لبیبه صوایا
لَبیبه میخائیل صَوایا (۱۸۷۶ – ۱۹۱۶) نویسنده، روزنامه‌نگار، شاعر و آموزگار عثمانی لبنانی بود. در طرابلس زاده و بزرگ شد. تحصیلات خود را در مدرسهٔ آمریکایی آنجا فرا گرفت و در سال ۱۸۹۲ از آن فارغ‌التحصیل شد. چند سال در مدرسهٔ آمریکایی به عنوان معلم کار کرد، اما کار خود را به عنوان مدیر مدرسهٔ ملی در حمص به پایان رساند و سپس خود را وقف خلاقیت ادبی کرد. به نویسندگی، ادبیات و خطابت روی آورد. در تأسیس انجمن خیریهٔ زنان در طرابلس مشارکت داشت و سپس به عنوان رئیس آن انتخاب شد. صوایا در انتشار شعر و مقالات خود در برخی از روزنامه‌ها و مجلات زمان خود فعال بود و با شعر و سخنرانی خود که در مناسبت‌های مختلف ایراد می‌کرد، در مجامع فرهنگی بسیاری شرکت داشت.او را یکی از پیشگامان عرصهٔ نهضت عربی زنان در زمینه‌های ادبیات و آموزش در ربع پایانی قرن نوزدهم و ربع اول قرن بیستم می‌دانند.

## زندگی و پیشه
لبیبه بنت میخائیل بن جرجس صوایا در سال ۱۸۷۶ در شهر طرابلس، سنجق طرابلس، ولایت بیروت، امپراتوری عثمانی، به دنیا آمد. در مدرسهٔ عالیهٔ دخترانهٔ آمریکایی، یکی از مدارس مبلغان، تحصیل کرد. در سال ۱۸۹۲ فارغ‌التحصیل شد.در جشن فارغ‌التحصیلی شعری خواند که در مجلهٔ «الآثار» چاپ شد، مجله‌ای که توسط عیسی اسکندر المعلوف در سال ۱۹۱۴ شروع به انتشار شد.
او پنج سال به عنوان معلم در همان مدرسه کار کرد. به حمص نقل مکان کرد و در مدارس دخترانه و پسرانهٔ روسی تدریس می‌کرد و در طول جنگ جهانی اول به دلیل تعطیلی مدارس به برخی از دانش آموزان دختر درس خصوصی داد.سپس به عنوان مدیر یک بیمارستان منصوب شد. به روزنامه‌نگاری درآمد و برای چندین روزنامه نوشت، مانند: «المورد الصافی»، «لسان الاتحاد» صوایا که روزنامه‌نگار و خطیب بود، سخنرانی‌های زیادی در انجمن‌های ادبی و خیریه ایراد کرد و مقالات و تحقیقات بسیاری را در روزنامه‌ها و مجلاتی مانند مجله «المباحث» از جرجی و ساموئل ینی در طرابلس، مجلهٔ «المورد الصافی» از جرجیس و انیس الخوری در بیروت ومجلهٔ «لسان الحال» و غیره. در انجمن‌های ادبی و آموزشی فعالیت‌های برجسته‌ای داشت. همچنین در زمینهٔ اجتماعی خیریه کار کرد و رئیس انجمن حامی یتیمان (به عربی: عضد اليتامى) در طرابلس شد، که در زمان پاتریارک گریگوری حداد تأسیس شد. او همچنین عضو انجمن دختران شهادت و انجمن مادران بود و به عنوان خبرنگار انجمن تهذیب الشعله انتخاب شد. وی در انتشار شعر و مقالات خود در برخی از روزنامه‌ها و مجلات زمان خود فعال بود. با شعر و سخنرانی خود که در مناسبت‌های گوناگون ایراد می‌کرد، در مجامع فرهنگی بسیاری شرکت می‌کرد که برخی از آنها در مجلهٔ «المباحث» طرابلس، متعلق به جرجی و ساموئل ینی در طرابلس به چاپ می‌رسید.در دنیای شعر، دیوانی از خود برجای نگذاشت، اما اشعار و قطعاتی دارد که در کتاب‌هایی آمده است، مانند: «زندگی‌نامهٔ دانشمندان و نویسندگان طرابلس» نوشتهٔ عبدالله حبیب نوفل چاپ ۱۹۸۴ و کتاب «عالمان و شاعران طرابلس در آخرین قرن عثمانی» از محمود سلیمان، ۲۰۰۴.
صوایا بیشتر عمر را خود در دو ولایت بیروت و سوریهٔ عثمانی گذارند. در سال ۱۹۰۹ رمان تاریخی «زیبای تسالونیک» (به عربی: حسناء سالونيك) در بیروت چاپ کرد که قصهٔ تاریخ انقلاب دستوری عثمانی را بیان می‌کند. از انگلیسی رمان «محبت پاک» (به عربی: الحنو الطاهر) ترجمه کرد و به صورت پیاپی در روزنامهٔ «دلیل حمص» در سال ۱۹۱۳ منتشر کرد. او در مناسبت‌های گوناگون چندین خطبه ایراد کرد که برخی از آن‌ها در مجلهٔ «المباحِث» به نشر رسید مانند خطبه‌های «برای بنفشه» و «حُسبان بالاِحسان». همچنین «زنبق» و «گل رز» از آثار اوست. در معجم البابطین آمده است که بیشتر اشعار او، گزیده‌هایی برجامانده است که بر وزن و قافیه سروده شده است، به عنوان مثال: تبریک عروسی خواهرش و استقبال از یک اسقف در انجمنش؛ همچنین شعری شامل توصیف لباس عربی و ترجیح آن بر لباس غربی. معجم البابطین ادامه می‌دهد: «شعر او گرایشی به نو شدن دارد، زیرا زبان و معانی آن با ماهیت دوران او همخوانی دارد. به گرایشی موعظه‌ای و اصلاح‌طلبانه پایبند است که بازتاب قدردانی او از ارزش‌های اجتماعی و اخلاقی و پیروزی او بر سنت‌های عربی و میراث فرهنگی است. ویژگی زبان او سیالیت و انعطاف در تجسم معانی آن است. تصاویر جزئی او با ساختار ساده و شفافیت مشخص می‌شود.» عیسی فتوح که او را اول رمان‌نویس زن می‌داند، دربارهٔ او گفته است: «از ویژگی‌های نوشته‌های او سبک خوب و قضاوت سالم بود و شعر او با تخیل بالدار آراسته بود.»
صوایا در سال‌های آخر عمر، مدیریت یکی از مدارس ملی در حمص را بر عهده گرفت. سپس او خود را وقف خلاقیت ادبی کرد. صوایا در حمص، سنجق حما، ولایت سوریه، امپراتوری عثمانی، در سال ۱۹۱۶ درگذشت.

## زندگی شخصی
او با تاجری به نام سلیم صَدَقَه طرابلسی ازدواج کرد. از او یک دختر داشت، به نام کیتی.

## آثار
او اشعار پراکنده‌ای دارد که او در چند نوبت سروده است، اما در مجموعه‌ای جمع‌آوری نشده است. علاوه بر سخنرانی‌ها و مقالات دیگری که در مجلات و روزنامه‌های دیگر به چاپ رسانده است، آثار برجستهٔ او عبارت‌اند از:
- حسناء سالونيك: مطبوعات پاتریارک ارتدکسی، ۱۹۰۹. در ۱۸۰ صفحه چاپ شد که این تاریخچه جنبش اصلاحی است که توسط مردان کمیته اتحاد و ترقی انجام شد. پس از اعلام مشروطه (۱۹۰۸) منتشر شد و بسیار مورد استقبال قرار گرفت.[۵]
- الحنو الطاهر: ۱۹۱۳. رمان ترجمه شده از انگلیسی، پی در پی در روزنامهٔ دلیل حمص به نشر رسیده است.[۵]
- البنفسجة: خطبه‌ای که آن را در یک مجمع علمی ایراد کرد و مجلهٔ المباحث منتشرش کرد.[۵]
- الحسبان بالإحسان: خطبه‌ای که آن را در انجمن خیریه زنان ایراد کرد و مجلهٔ المباحث منتشرش کرد.[۵]
- الزنبقة: خطبه‌ای که در جشن انجمن حامیان یتیمان ایراد کردو مجلهٔ المباحث منتشرش کرد.[۵]